# Prosigoj di Serbia
Prosigoj (in serbo Просигој?, in greco bizantino Προσηγόης) (seconda metà dell'VIII secolo – prima metà del IX secolo) fu un principe serbo che regnò sul Principato di Serbia prima o comunque intorno all'830.
La Serbia dell'epoca era un principato slavo dipendente dall'Impero bizantino e situato nei Balcani occidentali, più precisamente a ovest della Bulgaria. Menzionato nel De Administrando Imperio (DAI), un'opera redatta nella metà del X secolo, Prosigoj succedette al padre Radoslao e al figlio Vlastimiro (regnante dall'830 circa all'851).
Figlio di Radoslao e nipote di Viseslao, primo sovrano serbo di cui si conosce il nome, Si ritiene che Prosigoj abbia governato qualche tempo prima dell'830 circa, o fino all'835. Uno dei due governò molto probabilmente in concomitanza della rivolta di Ljudevit Posavski scoppiata nella Pannonia inferiore contro i franchi (819-822); secondo gli Annales Regni Francorum di Eginardo, scritti nell'822, Ljudevit si spostò dalla sua sede di Sisak nel territorio dei serbi (secondo alcuni storici da qualche parte nella Bosnia occidentale). Eginardo precisa nella sua opera che tra i serbi «si dice che detenga una grande parte della Dalmazia» (ad Sorabos, quae natio magnam Dalmatiae partem obtinere dicitur). Nella contemporanea Vita Hludowici Imperatoris una simile descrizione dei serbi risulta totalmente omessa. Secondo John Van Antwerp Fine, sarebbe difficile da immaginare la presenza di serbi in quella regione, poiché le fonti romee si limitano a indicare come zona di insediamento la sola costa meridionale. Non si può tuttavia escludere del gruppo che esistessero effettivamente piccole minoranze in quella regione. Secondo alcuni autori, l'impiego del termine "Dalmazia" nell'822 e nell'833 come antico etimo geografico da parte degli autori degli Annales Regni Francorum dimostrerebbe la loro scarsa conoscenza dell'effettiva estensione territoriale della regione (secondo la loro concezione, la Dalmazia avrebbe compreso la costa, l'entroterra e avrebbe raggiunto a nord come punto massimo le rive del fiume Sava e a est quelle dell'Ibar). Nell'epoca in cui si verificarono questi eventi era ancora vigente una pace che era stata siglata con la Bulgaria, la quale sarebbe stata rotta soltanto nell'839. Suo figlio Vlastimir, fondatore della dinastia dei Vlastimirović, regnò fino al 960 circa.

Europa centrale e sudorientale intorno all'850, ovvero circa un ventennio dopo la morte di Prosigoj

I quattro regnanti serbi successivi non sono menzionati dalla Cronaca del prete di Doclea (CPD), una fonte che risale al 1300-1310 circa e considerata però inaffidabile dagli storici per quanto riguarda la narrazione di eventi verificatisi nell'Alto Medioevo. La CPD cita infatti diversi personaggi avvolti nella leggenda o comunque la cui veridicità non è accertabile, ovvero Svevlad, Selimir, Vladin e Ratimir, testimoniando però in maniera veritiera l'esistenza della tradizionale pratica della successione patrilineare. Secondo lo studioso Sima Lukin Lazić (1863-1904), Prosigoj era già morto al momento dell'attacco alla Serbia compiuto dai bulgari in seguito alla conquista del Banato e della Sirmia eseguita a scapito dei franchi.

### Esplicative
1. ↑  Nel De administrando imperio, il suo nome è riportato nella forma Προσηγόης, trascritto in latino come Prosegoës o Prosegoïs ( Friedhelm Winkelmann, Prosopographie der mittelbyzantinischen Zeit, W. de Gruyter, 2001,  p. 36, ISBN 978-3-11-016674-3.). Si tratta di un nome slavo ditematico (cioè composto), derivato dall'imperativo prosi, prositi, che significa "chiedere, implorare", e dal sostantivo goj, che significa "pace" e "allevamento", ed è correlato al nome Prosimir ( Univerza v Mariboru, Zgodovinsko društvo v Mariboru, Review for history and ethnography, vol. 15, Založba obzorja, 1981,  p. 48.).

### Bibliografiche
1. ↑  Samardžić e Duškov (1993), p. 24.
2. ↑  Blagojević e Petković (1989), p. 19.
3. ↑  Živković (2006), pp. 22-23.
4. ↑  Živković (2006), pp. 12-13.
5. ↑  (EN) Jozef Borovský, Chrysalis, FriesenPress,  p. 154, ISBN 978-15-25-54770-6.
6. 1 2  Ćirković (2004), pp. 14-15.
7. ↑  Annales Regni Francorum, p. 83.
8. ↑  Budak (2018), pp. 49, 51, 111, 177, 181-182.
9. ↑  Fine (2010), p. 35.
10. ↑  (HR) Mladen Ančić, Od karolinškoga dužnosnika do hrvatskoga vladara. Hrvati i Karolinško Carstvo u prvoj polovici IX. stoljeća [Dal funzionario carolingio al sovrano croato. I croati e l'impero carolingio nella prima metà del IX secolo], in Zavod Za Povijesne Znanosti HAZU U Zadru, vol. 40, 1998,  p. 32.
11. ↑  Fine (1991), p. 110.
12. ↑  SANU (1934), p. 11.
13. ↑  Gesta Regum Sclavorum (vol. 2), pp. 362-365.
14. ↑  Živković (2006), p. 23.
15. ↑  (HR) Sima Lukin Lazić, Kratka povjesnica Srba: od postanja Srpstva do danas [Breve storia dei serbi: dalla creazione della Serbia ai giorni nostri], Štamparija Karla Albrehta, 1894,  p. 37.

### Fonti primarie
- Costantino Porfirogenito, De administrando imperio, a cura di Gyula Moravcsik, traduzione di Romillyi J. H. Jenkins, Dumbarton Oaks Center for Byzantine Studies, 1967, ISBN 978-0-88402-021-9.
- Annales Regni Francorum (opera completa), su thelatinlibrary.com. URL consultato il 17 settembre 2021.
- Dragana Kunčer (a cura di), Gesta Regum Sclavorum, vol. 1, Belgrado-Nikšić, Istituto di Storia, Monastero di Ostrog, 2009.
- Tibor Živković (a cura di), Gesta Regum Sclavorum, vol. 2, Belgrado-Nikšić, Istituto di Storia, Monastero di Ostrog, 2009.

### Fonti secondarie
- (SR) Miloš Blagojević e Sreten Petković, Србиjа у доба Немањића: од кнеживине до царства: 1168-1371, TRZ "VAJAT", 1989, ISBN 978-86-70-39028-7.
- (HR) Neven Budak, Hrvatska povijest od 550. do 1100 [Storia croata dal 550 al 1100], Leykam international, 2018, ISBN 978-953-340-061-7.
- (EN) Sima Ćirković, The Serbs, Malden, Blackwell Publishing, 2004, ISBN 978-14-05-14291-5.
- (EN) John Van Antwerp Jr. Fine, The Early Medieval Balkans: A Critical Survey from the Sixth to the Late Twelfth Century, Ann Arbor, University of Michigan Press, 1991, ISBN 0-472-08149-7.
- (EN) John Van Antwerp Jr. Fine, When Ethnicity Did Not Matter in the Balkans: A Study of Identity in Pre-Nationalist Croatia, Dalmatia, and Slavonia in the Medieval and Early-Modern Periods, Ann Arbor, University of Michigan Press, 2010, ISBN 978-04-72-02560-2.
- (EN) Radovan Samardžić e Milan Duškov, Serbs in European Civilization, Belgrado, Nova, Serbian Academy of Sciences and Arts, Institute for Balkan Studies, 1993, ISBN 978-86-75-83015-3.
- (SR) SANU, Посебна издања [Edizioni speciali], vol. 103, Srpska akademija nauka i umetnosti, 1934.
- (SR) Tibor Živković, Портрети српских владара: IX-XII век [Ritratti di sovrani serbi (secoli IX-XII)], Belgrado, Zavod za udžbenike, 2006, ISBN 86-17-13754-1.